# Casas de Reina
Casas de Reina je španělské město situované v provincii Badajoz (autonomní společenství Extremadura).

## Poloha
Obec je vzdálena 6 km od Llereny a 124 km od města Badajoz. Patří do okresu Campiña Sur a soudního okresu Llerena. Obcí prochází silnice EX-200.

## Historie
V roce 1834 se obec stává součástí soudního okresu Llerena. V roce 1842 čítala obec 123 usedlostí a 480 obyvatel.

## Odkazy

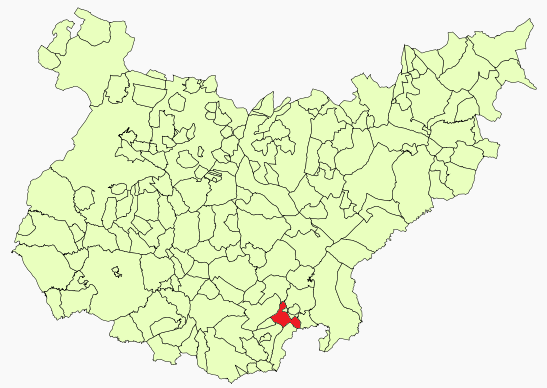
Poloha obce v provincii Badajoz

## Demografie
| Populace obce Casas de Reina z let (1842–2010) | Populace obce Casas de Reina z let (1842–2010) | Populace obce Casas de Reina z let (1842–2010) | Populace obce Casas de Reina z let (1842–2010) | Populace obce Casas de Reina z let (1842–2010) | Populace obce Casas de Reina z let (1842–2010) | Populace obce Casas de Reina z let (1842–2010) | Populace obce Casas de Reina z let (1842–2010) | Populace obce Casas de Reina z let (1842–2010) | Populace obce Casas de Reina z let (1842–2010) | Populace obce Casas de Reina z let (1842–2010) | Populace obce Casas de Reina z let (1842–2010) | Populace obce Casas de Reina z let (1842–2010) | Populace obce Casas de Reina z let (1842–2010) | Populace obce Casas de Reina z let (1842–2010) | Populace obce Casas de Reina z let (1842–2010) | Populace obce Casas de Reina z let (1842–2010) | Populace obce Casas de Reina z let (1842–2010) |
| ---------------------------------------------- | ---------------------------------------------- | ---------------------------------------------- | ---------------------------------------------- | ---------------------------------------------- | ---------------------------------------------- | ---------------------------------------------- | ---------------------------------------------- | ---------------------------------------------- | ---------------------------------------------- | ---------------------------------------------- | ---------------------------------------------- | ---------------------------------------------- | ---------------------------------------------- | ---------------------------------------------- | ---------------------------------------------- | ---------------------------------------------- | ---------------------------------------------- |
| 1842                                           | 1857                                           | 1860                                           | 1877                                           | 1887                                           | 1897                                           | 1900                                           | 1910                                           | 1920                                           | 1930                                           | 1940                                           | 1950                                           | 1960                                           | 1970                                           | 1981                                           | 1991                                           | 2001                                           | 2010                                           |
| 480                                            | 763                                            | 731                                            | 871                                            | 902                                            | 935                                            | 976                                            | 1 109                                          | 1 103                                          | 1 205                                          | 1 108                                          | 1 036                                          | 945                                            | 549                                            | 323                                            | 330                                            | 218                                            | 208                                            |